# Wickbold
Wickbold é uma empresa brasileira de alimentos que atua na fabricação de pães, panetones e entre outros produtos à base de massas.
Com uma administração familiar, a empresa possui seis fábricas localizadas em São Paulo, Rio de Janeiro, Rio Grande do Sul e Minas Gerais e pontos de distribuição em várias regiões do Sul e Centro-Oeste do Brasil.

## História
A história da Wickbold começou com a chegada ao Brasil de Henrique Wickbold, vindo da Alemanha. Em 1938, instalou a primeira padaria na cidade de São Paulo, quando o próprio Henrique se encarregava de entregar os pães nas casas de seus clientes. A produção artesanal contava com um forno a lenha, produzindo o pão preto e o pão integral, que eram envoltos em singelas tiras de papel, bem ao estilo artesanal alemão.
A empresa teve a continuidade através de Adalberto Wickbold, filho de Henrique Wickbold, que ajudou o pai durante muitos anos e, como seu sucessor, foi o responsável pela expansão e crescimento da empresa, transformando a produção artesanal em industrial e lançando o pão light no mercado brasileiro. Até 2014, a empresa possuía 4 fábricas próprias. Em agosto de 2015, comprou a concorrente Seven Boys. Com esta aquisição, chegou a 20% a sua participação no mercado de panificação brasileiro, além de ampliar sua produção, agora com 6 fábricas, já que a Seven Boys possuía duas unidades fabris.